# دوري كرة القدم الإنجليزي 1983–84
دوري كرة القدم الإنجليزي 1983–84 هو موسم من دوري كرة القدم الإنجليزي. أقيم خلال الفترة 27 أغسطس 1983 وحتى 17 مايو 1984، وفاز فيه نادي ليفربول.